# S-13ロケット弾
S-13ロケット弾（S-13ロケットだん）は、ソビエト連邦によって開発された直径122mmの航空機用無誘導ロケット弾である。現在はロシア空軍やその他の輸出先の多くの国々で使用されている。

## 概要

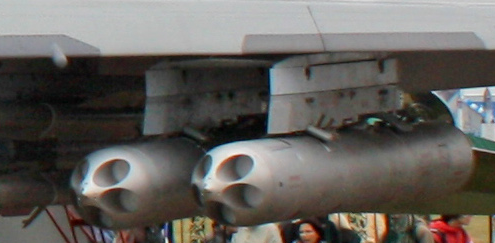
Su-30MKの主翼下部に搭載された、B-13L ロケットポッド

S-13は、1970年代に当時ソ連軍に存在しなかったアメリカの127mm ズーニー・ロケット弾のような80-240mm ロケット弾の中間に位置するロケットが必要とされ、開発された。このロケットには、滑走路にクレーターをあけ、使用不能にする能力や、硬化された航空機シェルターを貫徹する能力が必要とされた。S-13は、標準的なロケットと同様に固体燃料ロケットモーターと折りたたまれた安定尾翼を備えた設計である。
初試験は1973年だが、公開されたのは1983年になってからである。このロケットは、発射管を5本備えたB-13L ロケットポッドより発射され、このポッドはSu-17/20/22、Su-24、Su-25、Su-27、MiG-23BN、MiG-27、MiG-29のような多くのソ連・ロシア製攻撃機・戦闘機が運用可能である。さらに、ヘリコプター用のB-13L1は、Mi-24、Mi-28、Ka-29TB、Ka-50、Ka-52が運用可能である。

## ランチャー諸元
| 名称   | 全長  | 直径   | 空虚重量 | ロケット搭載数 |
| ------ | ----- | ------ | -------- | -------------- |
| B-13L  | 3.56m | 0.410m | 160kg    | 5              |
| B-13L1 | 3.06m | 0.410m | 140kg    | 5              |

## ロケット諸元
| 名称   | 種類         | 全長  | 発射重量 | 弾頭重量                                  | 注釈 |
| ------ | ------------ | ----- | -------- | ----------------------------------------- | --- |
| S-13   | 貫徹弾頭     | 2.54m | 57kg     | 21kg （炸薬1.82kg）                       | 速度650m/s                                                                                                 |
| S-13B  | 貫徹弾頭     | 2.63m | 60kg     | 23kg （炸薬1.92kg）                       | 地表なら3m、対コンクリートで1mの貫徹能力を持つ。                                                           |
| S-13T  | タンデムHEAT | 2.99m | 75kg     | 21kgおよび16.3kg （炸薬1.8kgおよび2.7kg） | 二つあわせて地表で6m、コンクリートで1mの貫徹能力。 滑走路へ用いれば20m²の範囲に被害を与える。 速度500m/s。 |
| S-13OF | APAM/FRAG    | 2.97m | 69kg     | 33kg （炸薬7kg）                          | 開発は1993年。APCやIFVのような軽装甲車両へも損害を与えうる25-35gの破片を450枚飛散させる。 速度530m/s。     |
| S-13D  | FAE          | 3.12m | 68kg     | 32kg （燃焼剤14.2kg）                     | 1995年公表。速度530m/s。                                                                                   |
| S-13DF | FAE          | 3.12m | 68kg     | 32kg （燃焼剤14.6kg）                     | 速度530m/s。                                                                                               |